# ميركو سيلاك
ميركو سيلاك هو لاعب كرة قدم كرواتي في مركز الهجوم، ولد في 30 يناير 1978 في سبليت في كرواتيا. لعب مع أناغينيسي أرتاس وبولدكلوبن فرم وميتالوره زابورجيا ونادي إسترا 1961 وهايدوك سبليت.

## وصلات خارجية
- ميركو سيلاك على موقع اتحاد كرواتيا (الكرواتية)
- ميركو سيلاك على موقع اتحاد أوكرانيا (الإنجليزية)
- ميركو سيلاك على موقع قاعدة بيانات كرة القدم.إي يو (الإنجليزية)
- ميركو سيلاك على موقع عالم كرة القدم.نت (الإنجليزية)